# Liophis poecilogyrus
Liophis poecilogyrus este o specie de șerpi din genul Liophis, familia Colubridae, descrisă de Wied-neuwied în anul 1825.

## Subspecii
Această specie cuprinde următoarele subspecii:
- L. p. amazonicus
- L. p. caesius
- L. p. franciscanus
- L. p. montanus
- L. p. pictostriatus
- L. p. pinetincola
- L. p. poecilogyrus
- L. p. reticulatus
- L. p. schotti
- L. p. subfasciatus
- L. p. sublineatus
- L. p. xerophilus